# Rhynchospora kunthii
Rhynchospora kunthii là loài thực vật có hoa trong họ Cói. Loài này được Nees ex Kunth miêu tả khoa học đầu tiên năm 1837.